# Ablaincourt-Pressoir
Ablaincourt-Pressoir is een gemeente in het Franse departement Somme (regio Hauts-de-France) en telt 227 inwoners (1999). De plaats maakt deel uit van het arrondissement Péronne.

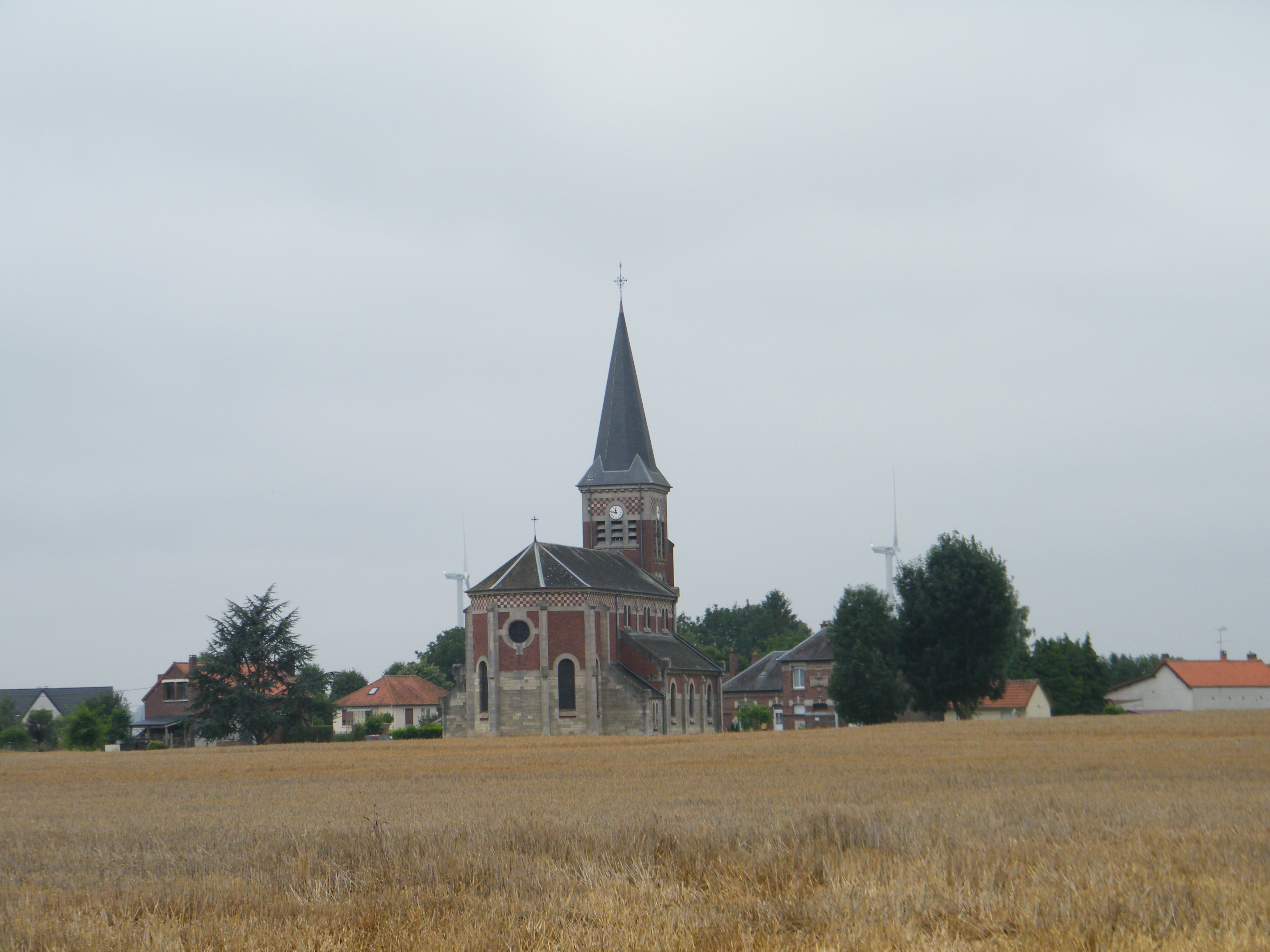
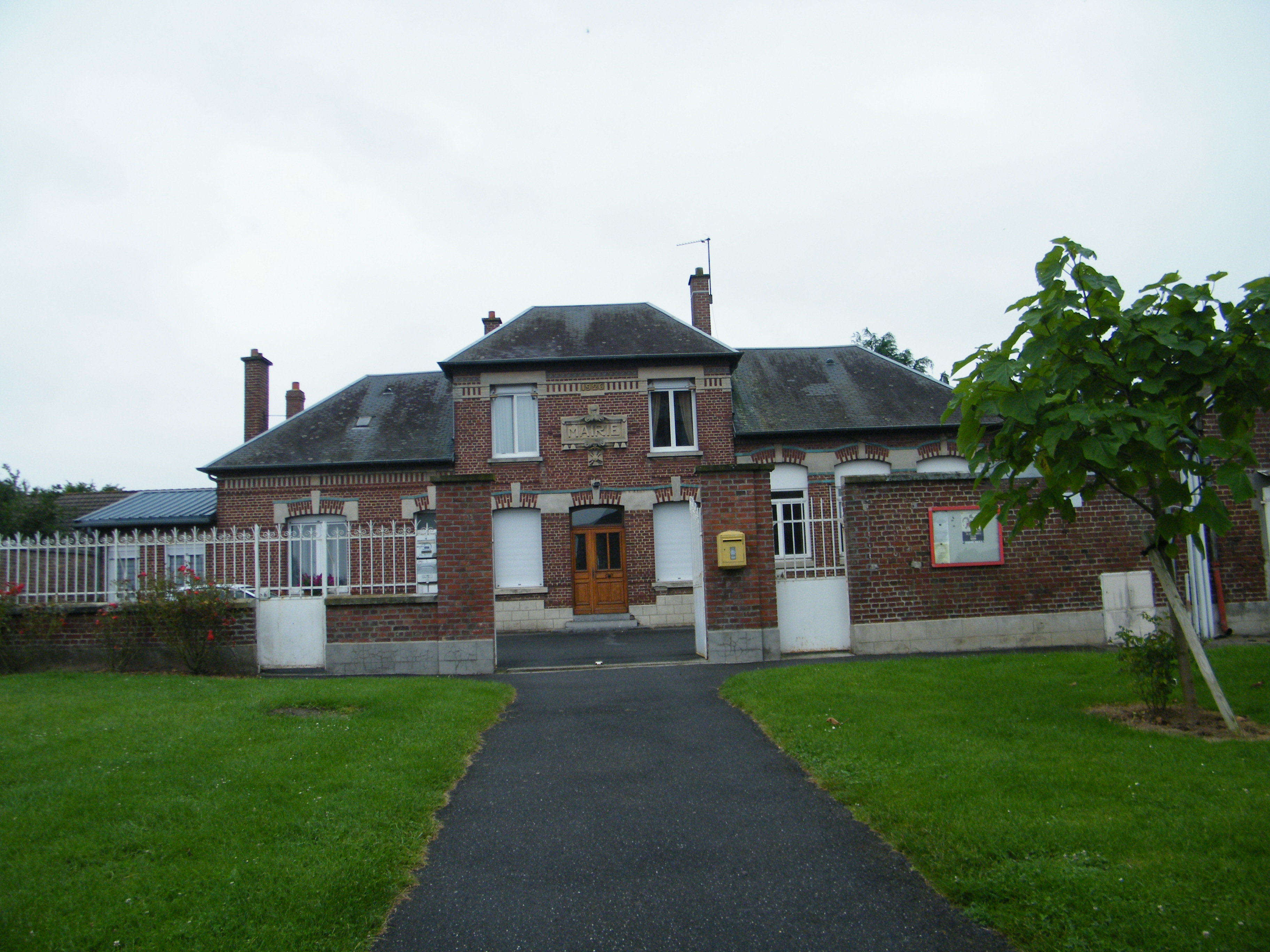

## Geografie
De oppervlakte van Ablaincourt-Pressoir bedraagt 9,4 km², de bevolkingsdichtheid is 24,1 inwoners per km².

## Verkeer en vervoer
Het station TGV Haute-Picardie (hogesnelheidslijn LGV Nord) ligt in de gemeente.
De onderstaande kaart toont de ligging van Ablaincourt-Pressoir met de belangrijkste infrastructuur en aangrenzende gemeenten.

## Demografie
Onderstaande figuur toont het verloop van het inwonertal (bron: INSEE-tellingen).

1. ↑  Populations de référence 2022.